# Varnado
Varnado és una població dels Estats Units a l'estat de Louisiana. Segons el cens del 2000 tenia 342 habitants.

## Demografia
Segons el cens del 2000, Varnado tenia 342 habitants, 144 habitatges, i 86 famílies. La densitat de població era de 155,3 habitants/km².
Dels 144 habitatges en un 27,1% hi vivien nens de menys de 18 anys, en un 41% hi vivien parelles casades, en un 16,7% dones solteres, i en un 39,6% no eren unitats familiars. En el 34,7% dels habitatges hi vivien persones soles el 13,2% de les quals corresponia a persones de 65 anys o més que vivien soles. El nombre mitjà de persones vivint en cada habitatge era de 2,38 i el nombre mitjà de persones que vivien en cada família era de 3,15.
Per edats la població es repartia de la següent manera: un 24,9% tenia menys de 18 anys, un 12% entre 18 i 24, un 26,9% entre 25 i 44, un 22,8% de 45 a 60 i un 13,5% 65 anys o més.
L'edat mediana era de 38 anys. Per cada 100 dones de 18 o més anys hi havia 73,6 homes.
La renda mediana per habitatge era de 26.563 $ i la renda mediana per família de 30.909 $. Els homes tenien una renda mediana de 30.938 $ mentre que les dones 21.000 $. La renda per capita de la població era de 14.416 $. Entorn del 21,4% de les famílies i el 19,5% de la població estaven per davall del llindar de pobresa.

## Poblacions més properes
El següent diagrama mostra les poblacions més properes.